# Scottish Division One 1931/1932
Čtyřicátý druhý ročník Scottish Division One (1. skotské fotbalové ligy) se konal od 8. srpna 1931 do 30. dubna 1932.
Soutěže se zúčastnilo opět 20 klubů a vyhrál ji poprvé ve své historii Motherwell FC, který vyhrál tabulku o pět bodů před obhájcem titulu Rangers FC. Nejlepším střelcem se stal hráč Motherwell FC Willie MacFadyen, který vstřelil 52 branek.